# 예일초등학교
예일초등학교(禮一初等學校)는 대한민국 서울특별시 은평구 구산동에 있는 사립 초등학교이다.

## 학교 연혁
- 1965년 9월 26일: 개교
- 2025년 9월 26일: 개교 60주년

## 참고 자료
- 예일초등학교 - 한국교육학술정보원 학교알리미